# Ramona Bachmann
Ramona Bachmann (Malters, 25 december 1990) is een voetbalspeelster uit Zwitserland. Ze speelt als aanvaller voor Houston Dash in de National Women's Soccer League.

## Clubcarrière
Bachmann begon haar carrière bij FC Malters voordat ze voor SC Luwin ging spelen. Ze weigerde aanbiedingen uit Duitsland en de Verenigde Staten om voor de Zweedse club Umeå IK te gaan spelen. Voor deze club maakte ze haar debuut in de Damallsvenskan op 16-jarige leeftijd in 2007. Doordat de Braziliaanse aanvalster Marta vertrok bij de club, werd Bachmann al snel de speelster van Umeå IK. In 2009 werd ze al verkozen tot Zwitsers speelster van het jaar.
In 2010 stapte Bachmann over naar Atlanta Beat in de Women's Professional Soccer. Na een tijdje blessureleed te hebben gehad, keerde Bachmann terug bij Umeå IK in 2011. Ze weigerde daarvoor aanbiedingen uit Duitsland, Engeland en de Verenigde Staten.
Ze werd in datzelfde jaar uitgeroepen tot speelster van het jaar 2011 en verkaste naar regerend landskampioen FC Rosengård. Hier speelde ze samen met speelsters als Marta, Anja Mittag en anderen en groeide ze uit tot een van de beste voetbalsters van de wereld. In haar laatste seizoen bij FC Rosengård werd ze landskampioen.
Op 26 augustus 2015 maakte VfL Wolfsburg bekend Bachmann aan zich te hebben gebonden tot aan 2018. In 2015 werd Bachmann opnieuw uitgeroepen tot Zwitsers speelster van het jaar.
In december 2016 stapte Bachmann over naar Chelsea F.C. Bachmann wist de FA Cup finale te halen met Chelsea waarin ze twee keer, waaronder het winnende doelpunt, wist te scoren. 
Door de Britse commentatrice Sue Smith werd ze uitgeroepen tot speelster van de wedstrijd.
De Franse topclub Paris Saint-Germain maakte op 3 juli 2020 bekend Bachmann voor twee jaar aan zich te hebben verbonden.
Op 3 april 2024 maakte PSG bekend dat Bachmann per direct de overstap maakte naar het Amerikaanse Houston Dash. Bij de club uit Texas tekende Bachmann een contract tot medio 2026.

## Statistieken
| Seizoen    | Club                | Land             | Competitie                     | Wedstrijden | Doelpunten |
| ---------- | ------------------- | ---------------- | ------------------------------ | ----------- | ---------- |
| 2007-2009  | Umeå IK             | Zweden           | Damallsvenskan                 | 50          | 27         |
| 2010       | Atlanta Beat        | Verenigde Staten | Women's Professional Soccer    | 10          | 1          |
| 2010-2011  | Umeå IK             | Zweden           | Damallsvenskan                 | 21          | 13         |
| 2011-2015  | FC Rosengård        | Zweden           | Damallsvenskan                 | 74          | 45         |
| 2015-2016  | VfL Wolfsburg       | Duitsland        | Bundesliga                     | 24          | 5          |
| 2019-2020  | Chelsea F.C.        | Engeland         | FA Women's Super League        | 48          | 7          |
| 2020-2024  | Paris Saint-Germain | Frankrijk        | Division 1 Féminine            | 60          | 12         |
| 2024-heden | Houston Dash        | Verenigde Staten | National Women's Soccer League | 0           | 0          |
| Totaal     | Totaal              | Totaal           | Totaal                         | 287         | 110        |

Laatste update: 4 april 2024

## Internationaal
Bachmann maakte haar debuut voor het Zwitserse nationale team in juni 2007 op 16-jarige leeftijd. In september 2010 maakte Bachmann een doelpunt in het WK 2011 kwalificatieduel tegen Engeland. Na afloop ging het vooral over een vermeende schwalbe die Bachmann zou hebben gemaakt waardoor de Engelse keepster Rachel Brown met rood het veld moest verlaten. Bachmann gaf toe dat er geen sprake was van een overtreding en verontschuldigde voor haar actie. De rode kaart voor Brown werd geseponeerd.
Door een blessure kon Bachmann niet meedoen in de play-off-wedstrijden tegen Denemarken.
Met Zwitserland wist Bachmann zich in WK 2015 voor het eerst in de Zwitserse historie te plaatsen voor het WK. Voor kwalificatie was Zwitserland afhankelijk van een wedstrijd tussen Denemarken en IJsland. Het Zwitserse team keek deze wedstrijd na afloop van hun gewonnen wedstrijd tegen Malta en hoopte op een gelijkspel. Bachmann kwam met de volgende quote: "Toen de wedstrijd in een gelijkspel eindigde en we de groep hadden gewonnen, begonnen we op tafels te dansen."
Op het WK 2015 wist Zwitserland de achtste finales te halen. Bachmann was belangrijk door een hattrick te maken in het met 10-1 gewonnen duel tegen Ecuador. In de achtste finales werd Zwitserland uitgeschakeld door gastland Canada. Na afloop van dit eindtoernooi maakte Bachmann de overstap naar VfL Wolfsburg
Bachmann werd ook opgeroepen voor de EK's in 2017 en 2022. Op beide toernooien wist Zwitserland niet voorbij de groepsfase te geraken. Bachmann speelde alle wedstrijden en maakte op beide EK's een doelpunt.
In 2023 mocht Bachmann met Zwitserland aantreden op het WK 2023. In het eerste groepsduel maakte Bachmann de 1-0 in het met 2-0 gewonnen duel tegen Filipijnen. Zwitserland wist de achtste finales te halen waarin Spanje met 1-5 te sterk was. Bachmann kwam in alle wedstrijden in actie.

## Privé
Bachmann had van 2018 tot 2021 een relatie met haar Zwitserse teamgenote Alisha Lehmann.
- Gemeinsame Normdatei: 117914404X
- Virtual International Authority File: 4222155191935582440008